# كوبيراس كوف
كوبيراس كوف (بالإنجليزية: Copperas Cove, Texas)‏ هي مدينة تقع في مقاطعة كورييل، تكساس, مقاطعة لامباساس، تكساس, مقاطعة بل، تكساس بولاية تكساس في شمال شرق الولايات المتحدة. تبلغ مساحة هذه المدينة 36.1 (كم²)، وترتفع عن سطح البحر 333 م، بلغ عدد سكانها 32032 نسمة في عام 2010 حسب إحصاء مكتب تعداد الولايات المتحدة وتصل الكثافة السكانية فيها 820.4 نسمة/كم2.

## التركيبة السكانية
حدّد مكتب تعداد الولايات المتحدة بيانات التركيبة السكانية لكوبيراس كوف في تعداد الولايات المتحدة. في ما يلي، التركيبة السكانية حسب تعدادي 2000 و2010.

### تعداد عام 2000
بلغ عدد سكان كوبيراس كوف 29,592 نسمة بحسب تعداد عام 2000، وبلغ عدد الأسر 10,273 أسرة وعدد العائلات 8,028 عائلة مقيمة في المدينة. في حين سجلت الكثافة السكانية 633.5 نسمة لكل كيلومتر مربع (1,640.8/ميل2). وبلغ عدد الوحدات السكنية 11,120 وحدة بمتوسط كثافة قدره 238.1 لكل كيلومتر مربع (616.7/ميل2).
وتوزع التركيب العرقي للمدينة بنسبة 65.36% من البيض و20.43% من الأمريكيين الأفارقة و0.87% من الأمريكيين الأصليين و2.70% من الأمريكيين ذوي الأصول الآسيوية و0.58% من سكان جزر المحيط الهادئ و4.98% من الأعراق الأخرى و5.09% من عرقين مختلطين أو أكثر و11.69% من الهسبانيون أو اللاتينيون من أي عرق.
بلغ عدد الأسر 10,273 أسرة كانت نسبة 50.6% منها لديها أطفال تحت سن الثامنة عشر تعيش معهم، وبلغت نسبة الأزواج القاطنين مع بعضهم البعض 62.2% من أصل المجموع الكلي للأسر، ونسبة 12.7% من الأسر كان لديها معيلات من الإناث دون وجود شريك،  بينما كانت نسبة 3.3% من الأسر لديها معيلون من الذكور دون وجود شريكة وكانت نسبة 21.9% من غير العائلات. تألفت نسبة 16.7% من أصل جميع الأسر من عدة أفراد يعيشون في نفس المنزل ونسبة 3.2% كانت تتألف من شخص يعيش بمفرده يبلغ من العمر 65 عاماً أو أكثر. وبلغ متوسط حجم الأسرة المعيشية 2.85، أما متوسط حجم العائلات فبلغ 3.19.
بلغ العمر الوسطي للسكان 26.9 عاماً. وكانت نسبة 32% من القاطنين تحت سن الثامنة عشر، وكانت نسبة 13.9% بين الثامنة عشر والرابعة والعشرين عاماً، ونسبة 33.2% كانت واقعةً في الفئة العمرية ما بين الخامسة والعشرين والرابعة والأربعين عاماً، ونسبة 15.3% كانت ما بين الخامسة والأربعين والرابعة والستين، ونسبة 4.6% كانت ضمن فئة الخامسة والستين عاماً فما فوق. يوجد لكل 100 أنثى 98.2 ذكر، ويوجد لكل 100 أنثى في الثامنة عشر من عمرها فما فوق 96.5 ذكر.
بلغ متوسط دخل الأسرة في المدينة 48,333 دولارًا، أما متوسط دخل العائلة فبلغ 48,750 دولارًا. وكان متوسط دخل الذكور 23,125 دولارًا مقابل 13,750 دولارًا للإناث. وسجل دخل الفرد الخاص بالمدينة 21,992 دولارًا. وكانت نسبة 0% من العائلات ونسبة 3.4% من السكان تحت خط الفقر، وكان من هؤلاء نسبة 0% تحت سن الثامنة عشر ونسبة 0% في الخامسة والستين من العمر وما فوق.

### تعداد عام 2010
بلغ عدد سكان كوبيراس كوف 32,032 نسمة بحسب تعداد عام 2010، وبلغ عدد الأسر 11,858 أسرة وعدد العائلات 8,669 عائلة مقيمة في المدينة. في حين سجلت الكثافة السكانية 685.8 نسمة لكل كيلومتر مربع (1,776.2/ميل2). وبلغ عدد الوحدات السكنية 13,094 وحدة بمتوسط كثافة قدره 280.3 لكل كيلومتر مربع (726.0/ميل2).
وتوزع التركيب العرقي للمدينة بنسبة 66.20% من البيض و18% من الأمريكيين الأفارقة و0.89% من الأمريكيين الأصليين و2.96% من الأمريكيين ذوي الأصول الآسيوية و1.08% من سكان جزر المحيط الهادئ و4.04% من الأعراق الأخرى و6.82% من عرقين مختلطين أو أكثر و15.02% من الهسبانيون أو اللاتينيون من أي عرق.
بلغ عدد الأسر 11,858 أسرة كانت نسبة 43% منها لديها أطفال تحت سن الثامنة عشر تعيش معهم، وبلغت نسبة الأزواج القاطنين مع بعضهم البعض 53% من أصل المجموع الكلي للأسر، ونسبة 15.8% من الأسر كان لديها معيلات من الإناث دون وجود شريك،  بينما كانت نسبة 4.3% من الأسر لديها معيلون من الذكور دون وجود شريكة وكانت نسبة 26.9% من غير العائلات. تألفت نسبة 21.9% من أصل جميع الأسر من عدة أفراد يعيشون في نفس المنزل ونسبة 4.8% كانت تتألف من شخص يعيش بمفرده يبلغ من العمر 65 عاماً أو أكثر. وبلغ متوسط حجم الأسرة المعيشية 2.68، أما متوسط حجم العائلات فبلغ 3.11.
بلغ العمر الوسطي للسكان 29.0 عاماً. وكانت نسبة 29.3% من القاطنين تحت سن الثامنة عشر، وكانت نسبة 12.4% بين الثامنة عشر والرابعة والعشرين عاماً، ونسبة 30.4% كانت واقعةً في الفئة العمرية ما بين الخامسة والعشرين والرابعة والأربعين عاماً، ونسبة 20% كانت ما بين الخامسة والأربعين والرابعة والستين، ونسبة 7.9% كانت ضمن فئة الخامسة والستين عاماً فما فوق. وتوزع التركيب الجنسي للسكان بنسبة 48.5% ذكور و51.5% إناث.

## أعلام
- جوش بويس

## وصلات خارجية
- The US50 - Cities and Towns in Texas State